# Route nationale 83
Die Route nationale 83, kurz N 83 oder RN 83, ist eine französische Nationalstraße.

## Aktueller Straßenverlauf
Die aktuelle Nationalstraße verläuft auf drei Abschnitten: Sie verbindet zum einen die Autobahn 35 und die Nationalstraße 353 bei Illkirch-Graffenstaden, zum zweiten zwei Abschnitte der A 35 zwischen Sélestat und Colmar – dieser soll zur Autobahn ausgebaut und Teil der A 35 werden – und zum dritten die Nationalstraße 57 bei Besançon und Autobahn 391 bei Poligny.

## Historischer Straßenverlauf
Die historische Nationalstraße wurde 1824 in zwei Abschnitten, die von der Nationalstraße 73 geteilt wurden, zwischen Illkirch-Graffenstaden und Lyon festgelegt. Sie geht auf die Route impériale 101 zurück. Ihre Gesamtlänge betrug 399,5 Kilometer.
1843 wurde sie zwischen Péronnas und Crépieux-la-Pape auf eine neue Trasse verlegt. Dabei übernahm die Nationalstraße 84 von ihr dann den Abschnitt zwischen Meximieux und Crépieux-la-Pape. Die Gesamtlänge betrug dann 390,5 Kilometer. Zwischen Strasbourg und Burnhaupt-le-Bas wurde sie auf fast kompletter Länge zu einer ortsumgehenden Schnellstraße ausgebaut. Auch zwischen Besançon und Lyon wurde teilweise eine Schnellstraße erstellt sowie Ortsumgehungen gebaut.
1978 übernahm sie den Abschnitt der Nationalstraße 73 zwischen Besançon und Clerval, der sie bis dato zweiteilte. 2006 erfolgte die weitestgehende Abstufung bis auf drei Abschnitte.

## Seitenäste

### N 83a
Die Route nationale 83A, kurz N 83A oder RN 83A, war ab 1933 innerhalb von Caluire-et-Cuire ein Seitenast der N 83, der parallel zu dieser am Ufer der Rhône verlief. 1957 wurde sie Kommunalstraße. 1966 bis 1973 wurde die Nummer erneut für eine Verbindungsschnellstraße zwischen der A 35 und N 83 bei Illkirch-Graffenstaden benutzt. Diese wurde 1978 zur Nationalstraße 283. Von 1976 bis 2006 gab es noch eine dritte N 83A, die als Seitenast von der N 83 zur N 19 verlief und dabei auch die Anschlussstelle 14 der Autobahn 36 anband. Sie wird heute als Départementsstraße 1083 bezeichnet. Sie wurde auch als N 10831 bezeichnet.

### N 83e
Die Route nationale 83E, kurz N 83E oder RN 83E, war ein Seitenast der N 83, der von 1957 bis 1973 innerhalb von Lyon zwischen der N 83 und der N 7 verlief. Sie befand sich am Ostportal des Tunnel de la Croix-Rousse. 1978 wurde sie Teil der N 83.

### N 283
Die Route nationale 283, kurz N 283 oder RN 283, war von 1978 bis 2006 ein Seitenast der N 83, der diese mit der A 35 bei Illkirch-Graffenstaden verband. Sie entstand durch Umnummerierung der N 83A und wurde dann 2006 zur N 83.

### N 583
Die Route nationale 583, kurz N 583 oder RN 583, war in ihrer zweiten Festlegung ein Seitenast der N 83, der von dieser als östliche Ausfallstraße in Belfort bis 2006 zur Anschlussstelle 13 der Autobahn 36 verlief.

### N 1083
Die Route nationale 1083, kurz N 1083 oder RN 1083, ist ein Seitenast der N 83, der 1981 als Verbindung der N 83 zur A 35 nördlich von Sélestat in Betrieb genommen wurde. Als Autobahnzubringer ist er noch heute unter Verwaltung des Staates, obwohl die N 83 an der Verzweigung mittlerweile abgestuft ist.

### N 1083.1
Die Route nationale 10831, kurz N 10831 oder RN 10831, war ein Seitenast der N 83, der von 1976 bis 2006 von dieser zur Nationalstraße 19 verlief und dabei auch die Anschlussstelle 14 der A 36 anband. Sie wird heute als Départementsstraße 1083 bezeichnet. Sie wurde auch als N 83A bezeichnet.